# 청더시
청더시(承德市)는 중화인민공화국 허베이성에 위치한 지급시이다. 세계유산에 등록된 청대의 별궁인 피서산장이나 외팔묘가 있는 국가역사문화명성이다.

## 역사

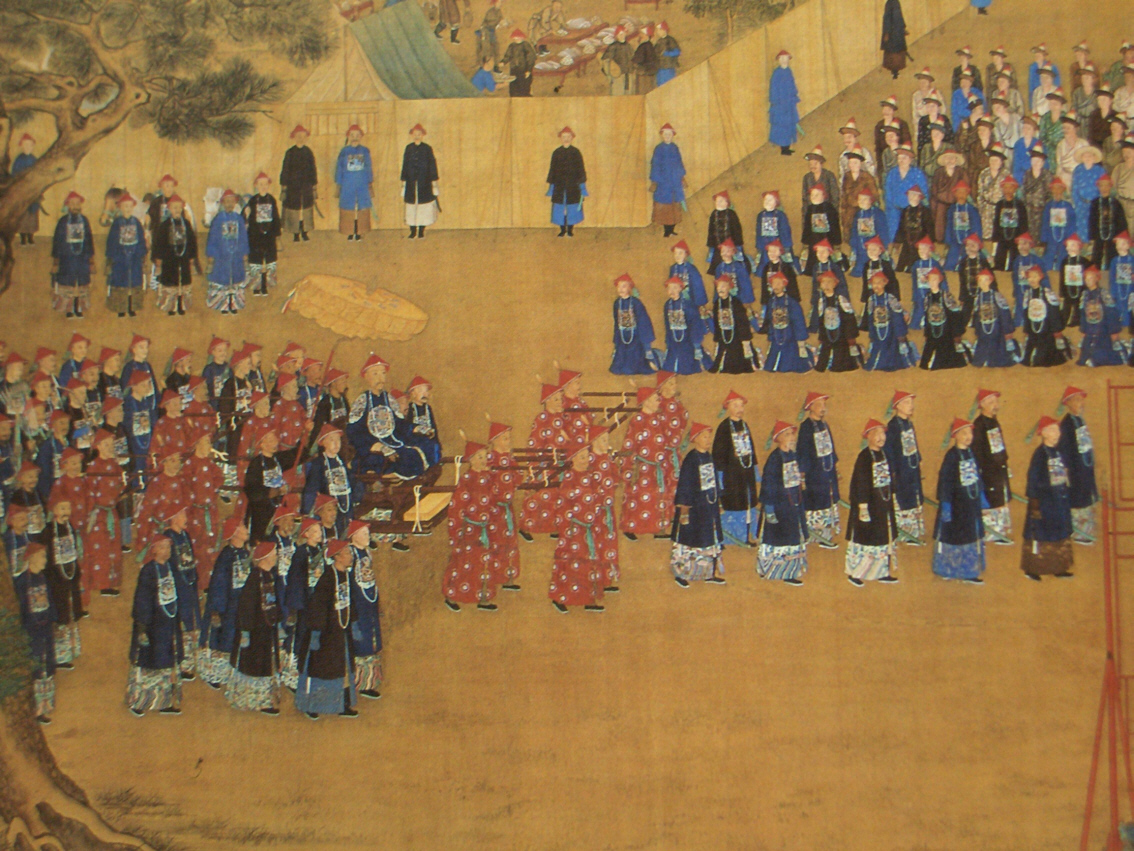
청나라의 행차

청대에는 열하상영으로 불려 열하청이 설치되어 있었다. 1703년 열하 피서산장을 축조하여 여름 동안 이 별궁에서 정무를 맡아, 이후 청나라의 제2의 수도와 같은 존재가 되었다.
1733년 열하청을 중지하고, 청더주가 설치되어 청더의 이름이 시작되었다. 후에 애로호 전쟁으로 영국·프랑스 연합군이 베이징을 점령했기 때문에 베이징을 탈출하여 도피처로 이곳 열하피서 산장에 도망 온 함풍제가 급서했기 때문에, 오히려 청의 약세를 내외에 알려주는 꼴이 되고 말았다. 신해혁명 후, 〈열하특별구〉가 되었고, 그 후 〈러허성〉의 성도가 되었다. 1933년 일본제국의 관동군이 러허 침공작전을 감행해 3월에 청더가 함락되었다. 그리고 일본의 식민지인 만주국의 수도가 되었다. 제2차 세계대전 후인 1956년 러허성은 폐지되고 허베이성에 소속되었다. 1994년, 피서산장과 외팔묘가 세계유산에 등록되면서 널리 알려지게 되었다.

## 지리
청더는 허베이성 동북부에 위치하며, 수도인 베이징으로부터 250km의 거리에 있다. 옌산산맥의 시원한 고원지대에 있다.
서남은 베이징, 서쪽은 허베이성 장자커우, 북쪽은 내몽골 자치구, 동쪽은 내몽골 자치구 츠펑, 남쪽은 허베이성 친황다오와 탕산과 접한다. 시 지역은 루안 강 수계에 속한다.

## 기후
| 청더시 (1991년~2020년)의 기후 | 청더시 (1991년~2020년)의 기후 | 청더시 (1991년~2020년)의 기후 | 청더시 (1991년~2020년)의 기후 | 청더시 (1991년~2020년)의 기후 | 청더시 (1991년~2020년)의 기후 | 청더시 (1991년~2020년)의 기후 | 청더시 (1991년~2020년)의 기후 | 청더시 (1991년~2020년)의 기후 | 청더시 (1991년~2020년)의 기후 | 청더시 (1991년~2020년)의 기후 | 청더시 (1991년~2020년)의 기후 | 청더시 (1991년~2020년)의 기후 | 청더시 (1991년~2020년)의 기후 |
| 월                            | 1월                           | 2월                           | 3월                           | 4월                           | 5월                           | 6월                           | 7월                           | 8월                           | 9월                           | 10월                          | 11월                          | 12월                          | 연간                          |
| ----------------------------- | ----------------------------- | ----------------------------- | ----------------------------- | ----------------------------- | ----------------------------- | ----------------------------- | ----------------------------- | ----------------------------- | ----------------------------- | ----------------------------- | ----------------------------- | ----------------------------- | ----------------------------- |
| 역대 최고 기온 °C (°F)        | 8.8 (47.8)                    | 18.9 (66.0)                   | 28.4 (83.1)                   | 31.6 (88.9)                   | 39.3 (102.7)                  | 38.8 (101.8)                  | 43.3 (109.9)                  | 38.9 (102.0)                  | 35.4 (95.7)                   | 30.1 (86.2)                   | 20.1 (68.2)                   | 12.2 (54.0)                   | 43.3 (109.9)                  |
| 일평균 최고 기온 °C (°F)      | −1.4 (29.5)                   | 3.4 (38.1)                    | 11.1 (52.0)                   | 19.6 (67.3)                   | 26.0 (78.8)                   | 29.4 (84.9)                   | 30.7 (87.3)                   | 29.5 (85.1)                   | 24.9 (76.8)                   | 17.3 (63.1)                   | 7.2 (45.0)                    | −0.5 (31.1)                   | 16.4 (61.6)                   |
| 일일 평균 기온 °C (°F)        | −8.8 (16.2)                   | −4.4 (24.1)                   | 3.3 (37.9)                    | 11.8 (53.2)                   | 18.2 (64.8)                   | 22.1 (71.8)                   | 24.3 (75.7)                   | 22.9 (73.2)                   | 17.1 (62.8)                   | 9.3 (48.7)                    | 0.0 (32.0)                    | −7.5 (18.5)                   | 9.0 (48.2)                    |
| 일평균 최저 기온 °C (°F)      | −14.4 (6.1)                   | −10.6 (12.9)                  | −3.5 (25.7)                   | 4.3 (39.7)                    | 10.7 (51.3)                   | 15.9 (60.6)                   | 19.3 (66.7)                   | 17.7 (63.9)                   | 11.1 (52.0)                   | 3.1 (37.6)                    | −5.4 (22.3)                   | −12.6 (9.3)                   | 3.0 (37.3)                    |
| 역대 최저 기온 °C (°F)        | −27.0 (−16.6)                 | −23.7 (−10.7)                 | −19.5 (−3.1)                  | −8.3 (17.1)                   | 1.0 (33.8)                    | 7.4 (45.3)                    | 12.5 (54.5)                   | 7.9 (46.2)                    | −0.1 (31.8)                   | −10.6 (12.9)                  | −18.8 (−1.8)                  | −23.2 (−9.8)                  | −27.0 (−16.6)                 |
| 평균 강수량 mm (인치)         | 1.5 (0.06)                    | 3.9 (0.15)                    | 7.9 (0.31)                    | 22.7 (0.89)                   | 49.5 (1.95)                   | 95.7 (3.77)                   | 141.1 (5.56)                  | 101.5 (4.00)                  | 49.4 (1.94)                   | 30.9 (1.22)                   | 10.4 (0.41)                   | 2.0 (0.08)                    | 516.5 (20.34)                 |
| 평균 강수일수 (≥ 0.1 mm)      | 1.4                           | 1.9                           | 3.1                           | 4.8                           | 7.5                           | 12.0                          | 13.3                          | 10.7                          | 7.7                           | 5.1                           | 3.1                           | 1.6                           | 72.2                          |
| 평균 강설일수                 | 2.7                           | 2.7                           | 2.7                           | 0.8                           | 0                             | 0                             | 0                             | 0                             | 0                             | 0.4                           | 2.6                           | 2.5                           | 14.4                          |
| 평균 상대 습도 (%)            | 52                            | 46                            | 41                            | 40                            | 47                            | 62                            | 73                            | 74                            | 70                            | 61                            | 58                            | 55                            | 57                            |
| 평균 월간 일조시간            | 196.2                         | 198.6                         | 234.9                         | 243.2                         | 265.2                         | 221.3                         | 197.0                         | 212.3                         | 217.2                         | 215.2                         | 182.1                         | 182.0                         | 2,565.2                       |
| 가능 일조율                   | 66                            | 66                            | 63                            | 61                            | 59                            | 49                            | 43                            | 50                            | 59                            | 63                            | 62                            | 64                            | 59                            |
| 출처: 중국기상국              |                               |                               |                               |                               |                               |                               |                               |                               |                               |                               |                               |                               |                               |

## 민족
총인구 약 340만명 중 만주족, 몽골족, 회족, 조선족 등의 소수민족 약 130만명이 살아, 세 곳의 자치현이 있다.

## 행정 구역
시할구
- 솽차오 구(双桥区)
- 솽롼 구(双滦区)
- 잉서우잉쯔 광구(鹰手营子矿区)

현급시
- 핑취안 시(平泉市)

현
- 청더 현(承德县)
- 싱룽 현(兴隆县)
- 롼핑 현(滦平县)
- 룽화 현(隆化县)

자치현
- 펑닝 만족 자치현(丰宁满族自治县)
- 콴청 만족 자치현(宽城满族自治县)

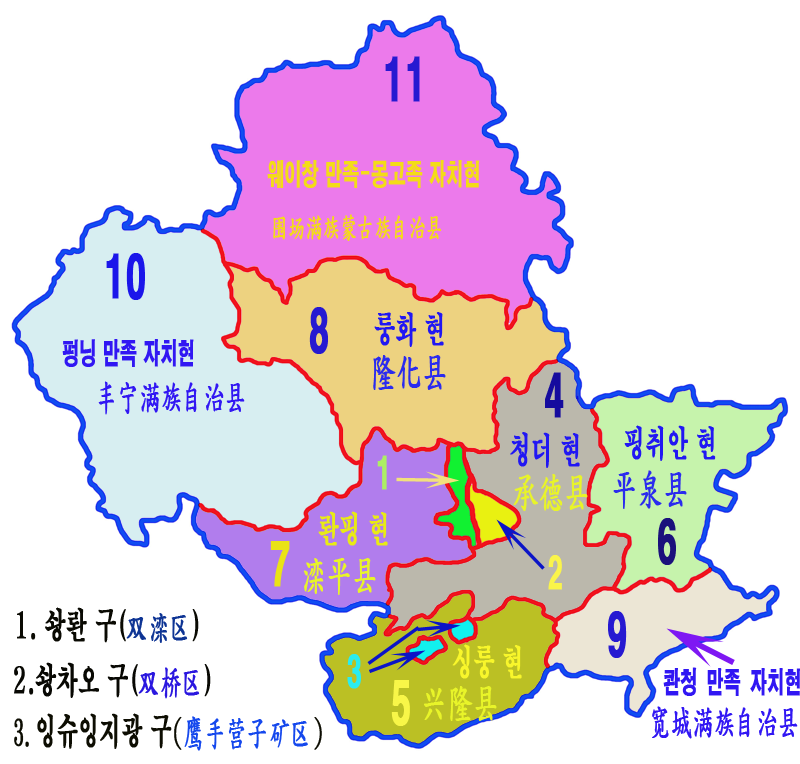
청더시 현급행정구역

- 웨이창 만족-몽고족 자치현(围场满族蒙古族自治县)

## 자매 도시
- 일본 다카사키시
- 일본 가시와시
- 브라질 산토 앙드레
- 미국 다코타 카운티

## 같이 보기
- 열하일기